# Taxi 5.
A Taxi 5. 2018-ban bemutatott francia akciófilm, filmvígjáték Franck Gastambide főszereplésével. A filmet Luc Besson, Franck Gastambide, Stéphane Kazandjian és Ahmed Hamidi írta, Franck Gastambide rendezte.

## Cselekmény
Sylvain Maro, a párizsi rendőrség felügyelője a francia főváros egyik legjobb rendőrének számít, aki arról álmodik, hogy a különleges erőknél szolgáljon. Miután kiderül, hogy lefeküdt a polgármester feleségével, áthelyezik a marseille-i városi rendőrséghez, amelynek polgármestere az egykori Gibert rendőrkapitány. Egy taxis üldözése közben végül vízbe fojtja a járőrkocsit, és ennek következtében csetepatéba keveredik a városi rendőrséggel.
Gibert tájékoztatja a csapatot egy „olasz bandáról”, akik két erős Ferrarit használnak a bűncselekmények elkövetéséhez, és utasítja Marót, hogy tartóztassa le őket. Mivel a helyi rendőrautók alulmotorizáltak, rájön, hogy nem tudná tartani a lépést a Ferrarival. Alain, Maro kollégája mesél az újoncnak a legendás marseille-i taxiról, valamint Daniel és Emilien kalandjairól.
De évek teltek el: az az autó már Marokkóban van, Emilien otthagyta a rendőrséget, Daniel pedig Miamiban él. Sylvain és csapata megtalálja Daniel unokaöccsét, Eddie Makhloufot, aki egy taxisofőr volt, akit üldözött. Sylvain alkut ajánl Eddie-nek; találja meg a nagybátyja taxiját, és ő szabadon engedik.
Eddie ellenajánlatot tesz, kijelenti, hogy ő szeretne a taxisofőr lenni, amikor megtalálják a taxit. Megtalálják az autót, de kiderül, hogy az unokaöccs nem rendelkezik a nagybátyja tehetségével. Másnap megkezdik a Gibert által elnevezett Maffia akciót.
Miközben a tolvajok menekülnek, Gibert hibát követ el, ami egy karambolhoz vezet, amelynek egyik áldozatáról kiderül, hogy az a miniszter, akivel korábban találkozott.
Sylvain üldözőbe veszi a tolvajokat, de még mindig nem tudja tartani a lépést az autóikkal. Rájön, hogy a kocsit még át kell alakítani, végül Eddie nővérénél, Samiánál hagyja a taxit. Sylvain azonnal beleszeret a lányba, és megpróbál közeledni hozzá, de elutasítják. Elmegy Eddie-vel egy „olasz” Rashidhoz, aki tájékoztatja őket egy helyről, ahol az olaszok edzenek - egy elhagyatott versenypályáról. Sylvain és Eddie odamennek, és megnyerik a versenyt. Az egyik rabló, Tony Dog, egy korábbi Formula–1-es pilóta munkát ajánl Sylvainnek, és meghívja egy privát partira.
Az egész városi rendőrség csapatát odaküldik. Eddie pincérnek álcázva magát bejut Dog irodájába, és megtalálja a következő rablás tervét - a Cassiopeia gyémánt ellopását. Megmutatja Sylvainnek a bizonyítékot, de amikor meghallják, hogy valaki jön, megpróbálnak elbújni a szobában. Mindketten meghallják, hogy a rablók két korrupt városi zsaruval beszélgetnek. Eddie ostobasága miatt elkapják őket, és Eddie végül mindent elárul egyiküknek. Miután Sylvain megszökik az ablakon keresztül, Eddie-t az egyik rendőr megmenti.
A rablás napján a Cassiopeia gyémánt helikopterrel érkezik Marseille-be. Mielőtt leszállhatna, a rablók azzal fenyegetőznek, hogy egy lopott katonai drón segítségével felrobbantják. Miután bizonyítékként felrobbantanak néhány rendőrautót, a pilóta kénytelen a helikopterrel egy jachtra repülni. Sylvain és Eddie a rendőrökkel együtt a helikopter után erednek.
A korrupt zsarukat Eddie barátai állítják meg, miközben utat szabadítanak a taxinak. A zsaruk kommandíroznak egy civil járművet, de végül a városi rendőrség állítja meg őket, miközben a rablók tovább üldözik a taxit. Miután tüzet nyitnak a taxira, Sylvain a lendületet használva nagyobb sebességre tesz szert, aminek következtében a taxi egy szikláról repül le, és a jacht hátuljába csapódik, ahol Rashid már elvette a gyémántot a pilótától.
A bandát ezután letartóztatják, a gyémántot pedig visszaadják. Sylvain Samia felé veszi az irányt, hogy beszámoljon neki az autóról, amikor a nő elárulja, hogy már túl van a híreken. Eddie-t a tévében mutatják, amint rendőrnek adja ki magát, miközben hitelt vesz fel. Megköszöni Sylvainnek és Samiának, mielőtt befejezésül megkéri a barátnője kezét. A kórházban Alain, látva az összetört taxit, feldúlt. Később egy ünnepségen minden érintettet kitüntetnek.
Sylvain az olaszoktól lefoglalt Lamborghinivel érkezik, őt követi Samia egy új autóval, amin dolgozott. Ezután mindketten versenyt futnak a repülőtérre.

## Szereplők
| Szereplő      | Színész           | Magyar hang       |
| ------------- | ----------------- | ----------------- |
| Sylvain Marot | Franck Gastambide | Papp Dániel       |
| Eddy Maklouf  | Malik Bentalha    | Hamvas Dániel     |
| Gibert        | Bernard Farcy     | Várkonyi András   |
| Alain Trésor  | Edouard Montoute  | Kapácsy Miklós    |
| Rachid        | Ramzy Bedia       | Thuróczy Szabolcs |
| Hamid bácsi   | Fatsah Bouyahmed  | Dunai Tamás       |